# Cyclingnews.com
Cyclingnews.com er en hjemmeside der leverer nyheder om cykling og løbsresultater, der ejes af Immediate Media Company .

## Historie
I 1995 oprettede australske Bill Mitchell, der var en ivrig cyklist og professor i økonomi ved University of Newcastle, hjemmesiden med titlen "Bill's Cycling Racing Resultater og News" efter at have fundet ud af, at der var behov for hurtige nyheder og løbsresultater i engelsktalende lande. I 1999 købte den Sydney-baserede forlagsvirksomhed Knapp Communications hjemmesiden fra Mitchell, og i juli 2007 solgte de den til den britiske udgiver Future plc for £2,2 mio. I juli 2014 blev den købt af Immediate Media Company.